# Франк Ілля Михайлович
Ілля Михайлович Франк (10 (23) жовтня 1908, Санкт-Петербург — 22 червня 1990, Москва) — радянський фізик, лауреат Нобелівської премії з фізики (1958) за відкриття та інтерпретацію ефекту Черенкова, лауреат двох Сталінських премій (1946, 1953) і Державної премії СРСР (1971).

## Біографія

### Походження
Народився 23 жовтня 1908-го в сім'ї математика (згодом професора) Михайла Людвіговича Франка і медсестри (згодом дитячого фтизіатра) Єлизавети Михайлівни Франк (Граціанової), незадовго до того переселилися в Санкт-Петербург з Нижнього Новгорода.
Батько майбутнього фізика походив з відомого московського єврейського сімейства — його дід, Мойсей Миронович, російський єврей, в 60-х роках XIX століття став одним із засновників єврейської громади Москви, a батько, Людвіг Семенович Франк (1844—1882), був випускником Московського університету (1872), переселився до Москви з Віленської губернії під час Польського повстання 1863 року і як військовий лікар брав участь у російсько-турецькій війні 1877—1878 років, будучи удостоєним ордена Станіслава і дворянства.
Брат батька (дядько Іллі Михайловича Франка) — російський філософ Семен Людвігович Франк; інший брат — художник, скульптор, сценограф і книжковий ілюстратор Леон (Лев Васильович) Зак (псевдонім Леон російській,
1892—1980), був у 1910-х роках одним з ідеологів руху егофутуристів (під поетичним псевдонімом Хрисанф).

### Наукова кар'єра
Після закінчення в 1930 р. Московського державного університету, І. М. Франк працює в Ленінграді в ГОІ у професора Тереніна.
З 1934 р. працює в Фізичному інституті ім. Лебедєва АН СРСР.
У 1937 році одружується на історикині Елі Абрамівні Бейліхіс (1909—1960), родом з Харкова.
У 1944 р. І. М. Франк стає професором МДУ.
У 1946 р. обирається членом-кореспондентом, в 1968 р. Академіком АН СРСР.
Лауреат двох Сталінських премій (1946, 1953) і Державної премії СРСР (1971).
У 1934 році Черенков виявив, що заряджені частинки, проходячи з дуже великими швидкостями крізь воду, випускають світло.
І. М. Франк та І. Є. Тамм дали теоретичний опис цьому ефекту, який відбувається при русі частинок в середовищі зі швидкостями, що перевищують швидкість світла в цьому середовищі.
Це відкриття привело до створення нового методу детектування і вимірювання швидкості високоенергетичних ядерних частинок.
Цей метод має величезне значення в сучасної експериментальної ядерної фізики.

## Сім'я
- Перша дружина І. М. Франка — Елла Абрамівна Бейліхіс, видатний радянський історик. У шлюбі з 1937 по 1960 роки. У спільному шлюбі народився син Олександр.
- Друга дружина — Марина Михайлівна Назарова (Губерт, 1966—1990)
- Брат І. М. Франка — радянський біолог, академік АН СРСР Гліб Михайлович Франк.
- Син — фізик-ядерник Олександр Ілліч Франк (нар. 1941), доктор фізико-математичних наук, головний науковий співробітник заснованої його батьком лабораторії нейтронної фізики ОІЯД.
- Шурин (брат дружини) — радянський гігієніст і історик медицини, професор Московського НДІ соціальної гігієни імені Ф. Ф. Ерісмана Григорій Абрамович Бейліхіс.

## Пам'ять

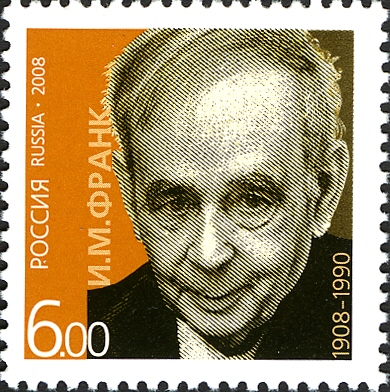
Франк І. М. на марці Росії

- У 2008 році в честь Франка була випущена поштова марка Росії.